# (257336) Noeliasanchez
(257336) Noeliasanchez est un astéroïde de la ceinture principale.

## Description
(257336) Noeliasanchez est un astéroïde de la ceinture principale. Il fut découvert le 4 mai 2009 à La Sagra par l'Observatoire astronomique de Majorque. Il présente une orbite caractérisée par un demi-grand axe de 3,15 UA, une excentricité de 0,17 et une inclinaison de 29,3° par rapport à l'écliptique.

## Compléments